# Ctenoplana rosacea
Ctenoplana rosacea is een soort in de taxonomische indeling van de ribkwallen (Ctenophora). 
De kwal behoort tot het geslacht Ctenoplana en behoort tot de familie Ctenoplanidae. De wetenschappelijke naam van de soort werd voor het eerst geldig gepubliceerd in 1896 door Willey.